# Топалян, Леон
Леон Топалян (англ. Leon J. Topalian) — американский топ-менеджер, председатель, президент и главный исполнительный директор Nucor (с 2020 года), крупнейшего производителя стали в США. Под его руководством Nucor достигла значительного роста и трансформации. Он возглавил прогресс в области технологических возможностей, что позволило компании сохранить конкурентоспособность на мировом рынке.  
Является председателем исполнительного совета директоров Всемирной ассоциации производителей стали. Ранее занимал пост председателя совета директоров Американского института чугуна и стали (AISI) и совета Американского института стальных конструкций.

## Биография
Окончил Массачусетскую морскую академию по специальности "морской инженер".
Топалян присоединился к Nucor в 1996 году в качестве инженера проекта в Nucor Steel Berkeley в Хьюгере, Южная Каролина, и был повышен до руководителя производства холодного стана в 1998 году.
С 2002 по 2009 год он занимал различные руководящие должности в Nucor, включая должность менеджера по операциям на совместном предприятии Nucor HIsmelt в Перте, Западная Австралия, менеджера по развитию бизнеса в корпоративном офисе и менеджера литейного цеха в Nucor Steel South Carolina.
В 2011 году Топалян был повышен до генерального директора Nucor Steel Kankakee Inc., а в 2013 году был назначен вице-президентом.
В 2014 году назначен вице-президентом и генеральным директором Nucor-Yamato Steel Company. В мае 2017 года стал исполнительным вице-президентом по балочной и листовой продукции в Nucor Corporation.
В сентябре 2019 года был назначен президентом и главным операционным директором Nucor Corporation, а 1 января 2020 года он стал президентом и главным исполнительным директором Nucor Corporation. Он принял на себя дополнительные функции председателя совета директоров 15 сентября 2022 года.

## Семья
Топалян женат на Ким, у них четверо детей — Джей Ти, Ханна и близнецы Изабелла и София.